# Pilea consanguinea
Pilea consanguinea är en nässelväxtart som beskrevs av Hugh Algernon Weddell. Pilea consanguinea ingår i släktet pileor, och familjen nässelväxter. Inga underarter finns listade i Catalogue of Life.